# 歌って走ってキャラバンバン
『テレビ高知歌謡選手権・歌って走ってキャラバンバン』（テレビこうちかようせんしゅけん・うたってはしってキャラバンバン）は、1977年から2016年まで高知県の地方局であるテレビ高知にて毎年8月中に放送されていた視聴者参加の野外歌合戦番組である。地区大会は7月初旬から8月にかけて、決勝大会は8月末に行われた。
1977年に横山和正（現・フリーアナウンサー）と伊藤周子両テレビ高知アナウンサーを司会とした『横ちゃんの歌って走ってキャラバンバン』として放送開始。以降、司会者の変動を経て2007年には放送30周年を迎えた長寿番組となっている。40回を迎えた2016年で一区切りとしてファイナルと称し最終回を迎えた。

## 大会概要・規模
全国的にも珍しい、地方ローカルテレビ局が主催する歌謡大会である。大会の模様は同局にてテレビ放送される。歌に自信のある者、また仮装やパフォーマンスで目立ちたい者、子供たちに人気の歌謡大会である。参加者規模は1会場約35人で県下10会場の約350人（以前は20会場であったので約700人が参加する大会だった）。優勝者には20万円分の旅行券（以前は30万円だった）、準優勝者には国内ペア旅行券（北海道）など地方大会にしては副賞が充実している。

## 応募方法
募集告知は毎年5月初旬頃、同局公式サイトに会場とスケジュール一覧が掲載され、次いで同局でのテレビCMで参加募集が始まる。参加の受付は6月上旬頃から行われる。申し込み方法は2008年までは電話受付だったが、応募数の増加や様々な問題点を解決すべく、2009年から往復はがきまたはインターネットの専用フォームからの応募となった。電話での先着制だった2008年以前は、開始時刻と同時に専用番号に応募が殺到。終日ほぼ繋がらない状態が続き、受付開始からおよそ3日で各会場が埋まるほどの人気の高さであった。
各会場で出場者数は多少の差はあるが、35組前後の出場者を選出する。以前は各会場40組程参加募集しており、当日飛び入り参加を受け付けていた時代もあった。

## 地区大会
年毎にルートは変わるが、基本的に7月初旬頃から8月にかけて県内を巡回し、各地で予選大会を公開収録の形で実施、その模様を1日ごとに放送していく。2008年までは県内20会場であったが、2009年からは16会場、2015年からは10会場に縮小されている。
収録開始は早い時間帯では14:00、遅い時間帯では18:00スタートなど会場によってまちまちである（会場によっては縁日や土曜夜市、祭りなどのイベントとタイアップして開催されているものもある）。出場者は収録開始の約1時間前に集合し、歌のさわりの部分だけを歌わせてくれるリハーサルがある。出場者ごとの声の入りをチェックし、口から離れすぎている場合などにマイクの取り扱いの指導が入る場合がある。およそ30 - 35組を前後半に分け、前後半の間に会場にいる観覧者が出演するCM撮影が行われる。審査結果発表前には抽選会が行われたり、アナウンサーによる1曲披露などがある。上記のプログラムに加え、アナウンサーによるオープニングの収録などを行い、全体で4時間、収録3時間が時間の目安であり、収録開始の遅い会場では終了が21:00をまわることもある。
地区大会の各賞は以下の通り。

### 2014年までの表彰形式
- 審査員特別賞：一般的な入賞がこれに該当する。会場によって受賞者数はまちまちで、15名近く受賞する会場もある。
- キャラバン賞：会場を最も沸かせた出場者に贈られる。団体参加者や、子供、仮装パフォーマンスなどをした参加者が受賞することが多い。各会場のキャラバン賞受賞者のうち、選抜された3組だけが決勝大会に進める。
- 準優勝：主に2番目に歌唱力に優れていたと評価された参加者が選出される。
- 優勝：最も歌唱力に優れていたと評価された参加者が選出される。しかし、これまでの地区大会優勝経験者は選ばれにくい傾向にある。準優勝以上に、子供が受賞することは至難の業となっている。優勝者は決勝大会への出場権が得られる。

### 2015年の表彰形式
※出場者が「歌唱部門」と「キャラバン賞部門」に分けられる。
- 「歌唱部門」：各地区大会で優勝者1名、準優勝者2名を決定。決勝大会へは各地区大会優勝者と準優勝者5名（番組関係者が選考）が進出する。
- 「キャラバン賞部門」：各地区大会でキャラバン賞1名を決定。決勝大会へは各地区大会受賞者の中から3名（番組関係者が選考）が進出する。

## 決勝大会
地区大会優勝者は8月末（2007年から2012年までは9月初旬）に行われる決勝大会に参加する。決勝大会出場者は、大会当日のリハーサルはもちろん、前日からリハーサルに参加しなければいけない。これは公開生放送（2007年から2012年までは公開録画）プログラムが進行していくため、前日から綿密なリハーサルを行っている。歌のリハーサルも含め、全体を通してのリハーサル、大会当日もプログラム通してのリハーサルが行われる。決勝大会はバンドによる生演奏で歌う。キャラバン賞での出場者は持ち込みの音源。また、ゲスト歌手も生演奏ではなく音源であったり、自身のバンドで構成したりしている。
決勝大会は全席指定チケットだが、無料配布されている。決勝大会出場者には応援席として最大10枚が配られる。
決勝大会の各賞は以下の通り（受賞者数については過去参照）。
- 審査員特別賞（二組）
- キャラバン大賞：各地区のキャラバン賞受賞者から3組を選出し、その中から決定する（一組）
- 3位（一組）
- 準優勝（一組）
- 優勝（一組）

※なお、決勝大会での優勝者は、以後のキャラバンバンへの出場ができなくなる。
決勝大会はゲストとして歌手が二組招かれる。近年では、美川憲一・氷川きよし・水森かおり・八代亜紀・渡辺真知子・大橋純子らがゲスト出演。2 - 3曲ほど歌も披露される。最後の開催となった2016年（第40回）は仲本工事、三代純歌夫妻を迎えた。また、各地区大会の観覧者の中から抽選で、キャラバンに同行した自動車が当選する権利が1名に与えられていた（予備抽選）。決勝大会においてその中から抽選、1名に自動車が当選となっていたものの、近年はスポンサーの入れ替えによって商品のランクも若干低下しており、予備抽選の形から地区大会での配布はがきによる応募→決勝で抽選という形になった。
番組中に流れるテーマソングもあり、歌詞は高知県内の地名を織り込んだものになっている。

## 司会
初期には横山和正と伊藤周子が進行役を務め、長らくテレビ高知所属の男性・女性両アナウンサーが各1名の計2名で進行役を務めていたが、2015年は中川実咲アナウンサーとJaaBourBonz（沖縄出身の5人組パーティロックバンド。現在は高知県に活動拠点を移している）のメンバー、YASUとTAKANOの3人が進行役を務める（なお、YASUとTAKANOが別件の仕事の都合で参加出来なかった大会においては、テレビ高知の藤崎靖啓アナウンサーが代理司会を務めた）。

### 2015年の司会
- 中川実咲（テレビ高知アナウンサー）
- YASU（JaaBourBonz）
- TAKANO（JaaBourBonz）
- 藤崎靖啓（テレビ高知アナウンサー。YASU、TAKANO不在時の代理司会）

### 過去の司会経験者
- 横山和正
- 山本祐輔
- 竹内康祐
- 伊藤薫平
- 伊藤周子
- 濱田亜弥
- 河原祥子
- 加藤泰子
- 高曽根里恵
- 藤﨑美希

## 2015年の会場巡回ルート
予選会場
南国市→高知市・中央公園→室戸市→いの町→高知市・朝倉→仁淀川町・吾川→香美市・香北→土佐清水市→四万十市・中村→津野町
決勝会場
高知県立県民文化ホール

## 例年の放送時間
かつては平日14時台1時間枠の放送が基本だったが、『ジャスト』が開始された1999年から2008年までは15時台1時間枠での放送が基本となった。
2009年にはそれまで放送されていた『ひるおび!』の14時台が7月17日をもって廃止されたため、再び14時台の放送となった（2009年および2010年は金曜のみ引き続き全国ネット番組である『バンバンバン』→『えなりかずき!そらナビ』が14時台にあったため、引き続き15時台の放送。2011年から全曜日14時台に統一）。なお、『ひるおび!』短縮から『キャラバンバン』開始までの約2週間の間、平日14時台はつなぎ番組扱いでTBSから『サカスさん』を同時ネットし、本番組明けからの9月以降はドラマ再放送枠に転換されている。
なお、この番組を放送する関係で、『はーい!昼ナマ』は休止、『ジャスト』が完全ネットになって以降も当該時期に限り14時台のみのネットとなっていた（『スーパーワイド』は1996年4 - 6月のみフルネットで放送期間と被らず、『わいわいティータイム』、『情報!もぎたてサラダ』は元々15:00飛び乗り放送。同様に『2時っチャオ!』は元々14時台のみで飛び降りていたため、いずれも影響は無かった）。これに加え、同日深夜にも再放送が行われる。2015年は1ヶ所の地区大会の模様を2日間に分けて放送する。
決勝大会は従来は8月の最終土曜日に行われていたが、一時期（2007年から2012年まで）は9月初旬に行われた。2006年までは生放送、2007年から2012年まではハイビジョン制作のため録画放送で、午後の2時間単発枠にて放送されている（同じく再放送あり）。2010年には9月16日（木）の18:55 - 20:54と、決勝大会史上初めてゴールデンタイムで番組が放送された。
2013年からは再び8月の最終土曜日の生放送に戻っている（2015年は8月29日（土）14:30から放送予定）。
2005年頃から活発化した、いわゆる「平成の大合併」による市町村数減少に伴い、番組初期ほど県内を巡回（訪問）する数が減少し、定期的に総集編を挿入することで凌いでいる。年末年始編成の際には、この総集編の再放送が行われることがある。